# Twee-Akren
Twee-Akren (Frans: Deux-Acren) is een dorp in de Belgische provincie Henegouwen en een deelgemeente van de Waalse stad Lessen. Stroomopwaarts is het het eerste Waalse plaatsje op de Dender voorbij Geraardsbergen.

## Geschiedenis

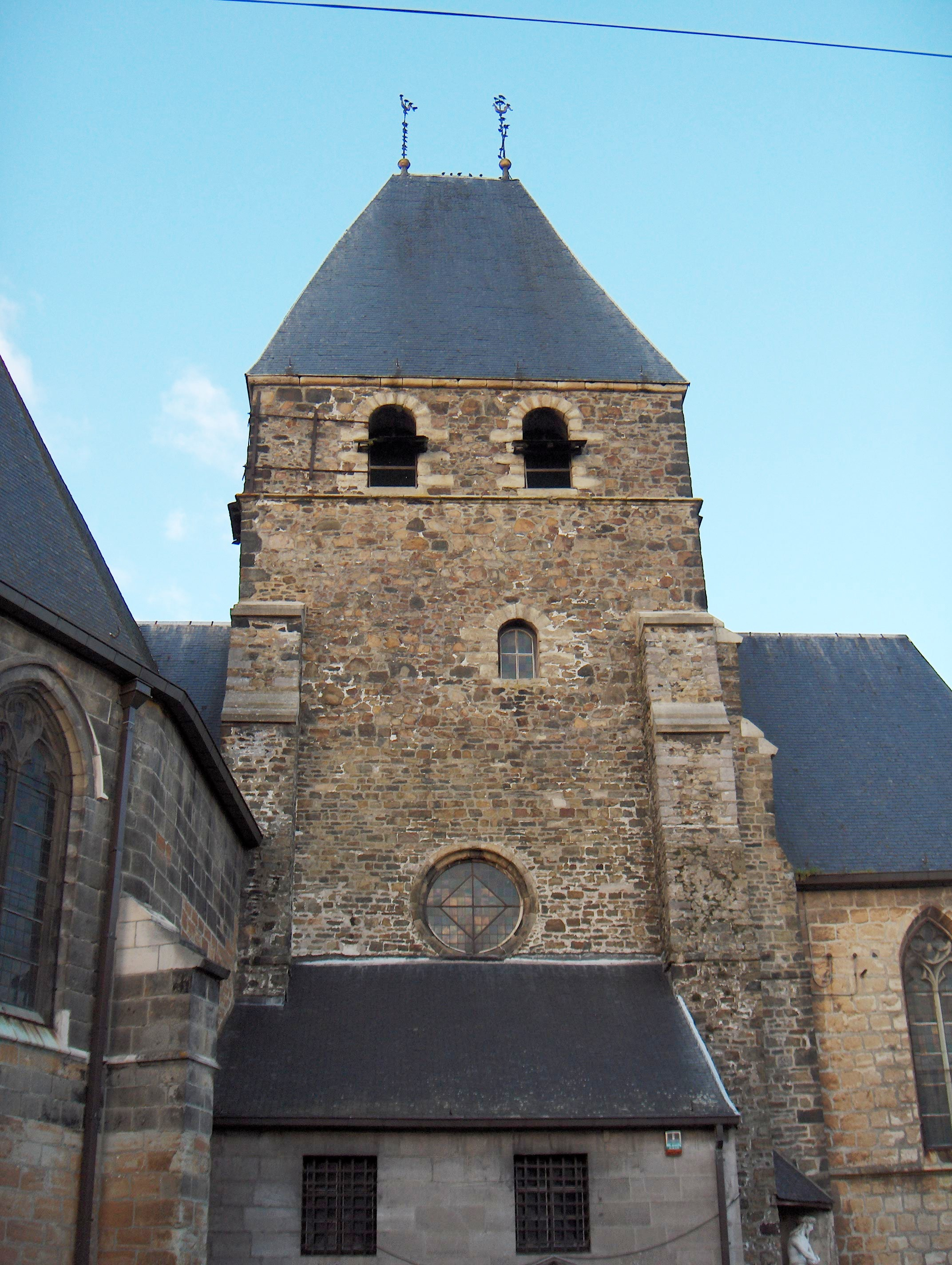
Sint-Maartenskerk

In 1270 werd in Gent de naam Akeren gebruikt (te vergelijken met Ekeren). Op een Mercator-kaart uit 1540 heet het dorpje Okeren.
De gemeente Twee-Akren ontstond in 1804 door de fusie van de gemeenten Akren-Sint-Maarten en Akren-Sint-Gereonus die samen één dorpskern vormden.
De parochies fuseerden in 1828 en de Sint-Maartenskerk werd de nieuwe parochiekerk. De Sint-Gereonskerk werd in de loop van de 19e eeuw afgebroken om plaats te maken voor het kerkhof.
In 1963 werd bij het vastleggen van de taalgrens het gehucht Akrenbos overgeheveld van de gemeente Twee-Akren naar de Vlaamse gemeente Bever, waardoor tevens 17,5 hectare van het Akrenbos in Vlaanderen kwam te liggen. Daarnaast werden de gehuchten Donkerstraat en Haie-de-Viane overgeheveld van Twee-Akren naar de gemeente Viane, thans een deelgemeente van de stad Geraardsbergen, in de provincie Oost-Vlaanderen.
Twee-Akren bleef een zelfstandige gemeente tot aan de fusie van 1977, toen het bij de stad Lessen werd gevoegd.

## Bezienswaardigheden
- De Sint-Maartenskerk (Église Saint-Martin) is een zeer oude Maria-bedevaartplaats maar de huidige kerk werd gebouwd tussen de 13e en het midden van de 16e eeuw.

## Natuur en landschap
Twee-Akren ligt aan de Dender ten noorden van de uitmonding van de Tordoir. De hoogte bedraagt 27 meter. Nabij Twee-Akren likt het Akrenbos, een ongeveer 210 ha groot bosgebied dat vlak bij het Bois Bara in Woelingen is gelegen.

## Demografische ontwikkeling
- Bronnen:NIS, Opm:1831 tot en met 1970=volkstellingen, 1976= inwoneraantal op 31 december
- 1970: Afsplitsing van een deel van Akren-Bos en Haie de Viane in 1963

## Verkeer
Het dorp heeft ook een station Acren langs spoorlijn 90.

## Nabijgelegen kernen
Lessen, Ghoy, Bever, Overboelare